# Florian Demange
Florian Demange (Saulxures, 25 aprile 1875 – Daegu, 9 febbraio 1938) è stato un vescovo cattolico e missionario francese.

## Biografia
Florian Jean Baptiste Demange nacque il 25 aprile 1875 a Saulxures.
Studiò presso i lasalliani e nel 1893 entrò nel seminario minore di Saint-Nicolas du Chardonnet a Parigi e completò gli studi di filosofia entrando nel 1895 nel seminario maggiore di Saint-Sulpice a Issy-les-Moulineaux. Successivamente entrò nel seminario delle missioni estere dove studiò teologia ed infermieristica.

### Ministero sacerdotale
Fu ordinato diacono il 5 marzo 1898 e presbitero il 26 giugno seguente in entrambe le occasioni dal vescovo Alexandre Cardot. Assegnato alla missione in Corea, si imbarcò a Marsiglia il 3 agosto e arrivò in Corea il 6 ottobre del 1898.
Svolse il suo lavoro missionario a Busan e nella contea di Changnyeong. In questo periodo studiò e imparò sia il coreano che il giapponese. Fu in seguito nominato professore di latino e teologia per il seminario maggiore di Yeongsan e direttore della missione a Busan. Nel 1906 venne nominato direttore del giornale Kyunghyang Shinmun (letteralmente Notizie Quotidiane Urbi et Orbi).

### Ministero episcopale
L'8 aprile 1911 papa Pio X eresse il nuovo vicariato apostolico di Taiku con il breve Quo uberiores nominadolo primo vescovo assegnandogli la sede titolare di Adraso. Ricevette l'ordinazione episcopale l'11 giugno successivo nella cattedrale di Myeongdong per imposizione delle mani del futuro arcivescovo Gustave Mutel.
Nel 1911 la chiesa dedicata alla Madonna di Lourdes venne elevata a cattedrale ed ampliata e ristrutturata e proprio la Madonna di Lourdes venne proclamata patrona del vicariato.
La devozione personale del vescovo Demange alla Madonna di Lourdes fu presto diffusa anche tra la popolazione cattolica locale tanto che ad oggi si contano un centinaio di luoghi di culto aventi una replica della grotta di Massabielle in tutto il territorio dell'odierna arcidiocesi.
Nel 1913 fondò il seminario maggiore di San Giustino a Daegu e fondò un convento per le suore di Chartres alle quali era affidata la gestione di un orfanotrofio e un dispensario. Fu lui, inoltre, l'autore del primo catechismo coreano pubblicato con l'approvazione dell'arcivescovo Mutel nel 1931. Per i meriti del suo operato fu nominato cavaliere della Legion d'onore il 31 ottobre 1934 e nominato da papa Pio XI Assistente al Soglio Pontificio nel 1936.
Resse il vicariato per 27 anni, morendo a Daegu il 9 febbraio 1938 all'età di 62 anni. Considerato il fondatore della chiesa a Daegu, nel territorio dell'arcidiocesi sono presenti numerose targhe commemorative in suo onore e una statua gli fu dedicata nel 1984.

## Genealogia episcopale e successione apostolica
La genealogia episcopale è:
- Cardinale Scipione Rebiba
- Cardinale Giulio Antonio Santori
- Cardinale Girolamo Bernerio, O.P.
- Arcivescovo Galeazzo Sanvitale
- Cardinale Ludovico Ludovisi
- Cardinale Luigi Caetani
- Cardinale Ulderico Carpegna
- Cardinale Paluzzo Paluzzi Altieri degli Albertoni
- Papa Benedetto XIII
- Papa Benedetto XIV
- Papa Clemente XIII
- Cardinale Marcantonio Colonna
- Cardinale Giacinto Sigismondo Gerdil, B.
- Cardinale Giulio Maria della Somaglia
- Cardinale Carlo Odescalchi, S.I.
- Vescovo Eugène de Mazenod, O.M.I.
- Cardinale Joseph Hippolyte Guibert, O.M.I.
- Cardinale François-Marie-Benjamin Richard
- Arcivescovo Gustave Mutel, M.E.P.
- Vescovo Florian Demange, M.E.P.

La successione apostolica è:
- Arcivescovo Jean-Marie-Michel Blois, M.E.P. (1922)